# Dissenchen
Dissenchen, niedersorbisch Dešank, ist ein Ortsteil der Stadt Cottbus in der brandenburgischen Niederlausitz. Bis zur Eingemeindung nach Cottbus am 6. Dezember 1993 war Dissenchen eine eigenständige Gemeinde. Dissenchen ist mit einer Fläche von 31,51 Quadratkilometern der flächenmäßig größte Stadtteil von Cottbus.

## Geografie
Der Ort liegt vier Kilometer östlich von des Stadtzentrums von Cottbus. Auf der Gemarkung von Dissenchen befindet sich zudem der Wohnplatz Schlichow. Zur (heutigen) Gemarkung Dissenchen gehören große Teile des Tagebaus Cottbus-Nord.
Nachbarorte sind im Norden Neuendorf und Bärenbrück, im Osten auf kurze Erstreckung Heinersbrück, Grötsch, Gosda und Kathlow, im Süden an Haasow und Branitz, und im Westen an Sandow, Merzdorf und Willmersdorf. Zur Gemarkung von Dissenchen gehören die ehemaligen Gemarkungen und Ortslagen der devastierten Orte Groß Lieskow, Klein Lieskow und Tranitz.

## Geschichte
Dissenchen wurde im Jahr 1536 als „Disnitzgen“ erstmals urkundlich erwähnt. Der Ortsname ist vermutlich von dem altsorbischen Wort „dešny“ abzuleiten und bedeutet zusammen mit dem Suffix „-chen“ in etwa „kleiner dunstiger Ort“. Die Endung dient der Unterscheidung zum rund zehn Kilometer nordwestlich gelegenen Ort Dissen. Der Ort gehörte zum Zeitpunkt der Ersterwähnung den Herren von Zabeltitz und ging 1562 in den Besitz der Stadt Cottbus über, wo Dissenchen Kämmereidorf wurde. Das Dorf Dissenchen lag in der Herrschaft Cottbus und war somit Teil einer kurmärkischen und ab 1701 preußischen Exklave, die von sächsischem Gebiet umgeben war.
Nach dem Dreißigjährigen Krieg lebten in Dissenchen der Dorfschulze, elf Hüfner und zwei Gärtner. Im Jahr 1718 bestand Dissenchen aus 14 Bauernhufen und zwei Drittel Kossätenhufen, im Dorf lebten zwölf Bauern (davon einer mit zwei Hufen), zwei Gärtner und zwei Büdner ohne Land. Die Landwirtschaft wurde in Zweifelderwirtschaft betrieben. 1809 lebten in Dissenchen zwölf Ganzbauern, zwei Kossäten, zwei Büdner und ein Rademacher. Seit spätestens 1812 war Dissenchen, das keine eigene Kirche hat, in die Cottbuser Klosterkirche eingepfarrt.
Bei der preußischen Gebietsreform im Jahr 1816 kam Dissenchen zum Kreis Cottbus in der Provinz Brandenburg. Zwei Jahre später gab es im Ort 29 Feuerstellen mit 122 Einwohnern. Bis 1846 stieg die Einwohnerzahl auf 220, bei der Volkszählung am 1. Dezember 1871 wurden 292 Einwohner gezählt. Im späten 19. Jahrhundert war Dissenchen noch ein zum größten Teil sorbischsprachiges Dorf. Für seine Statistik über die sorbische Bevölkerung in der Lausitz ermittelte Arnošt Muka in den 1880er Jahren eine Bevölkerungszahl von 298 Einwohnern, davon waren 291 Sorben (98 %) und sieben Deutsche. Bis zu Beginn des 20. Jahrhunderts stieg die Einwohnerzahl auf 421 an. Kurz vor Beginn des Zweiten Weltkrieges überschritt die Einwohnerzahl von Dissenchen die 1000er-Marke.

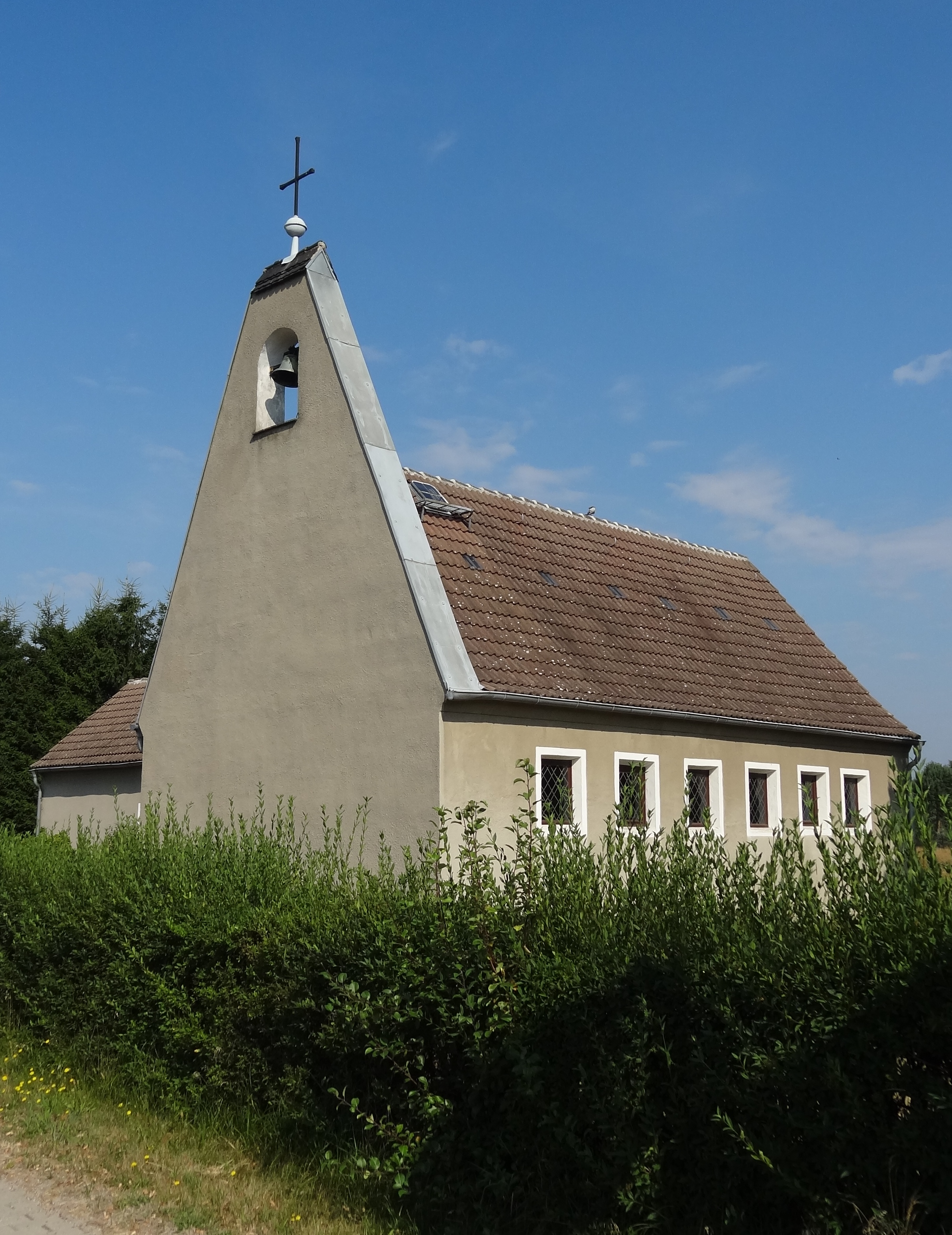
Kirche in Dissenchen

Nach Kriegsende kam Dissenchen zur Sowjetischen Besatzungszone und ab 1949 zur DDR. Am 25. Juli 1952 wurde die Gemeinde dem Kreis Cottbus-Land im Bezirk Cottbus zugeordnet. Im Jahr 1956 wurde ein Wohnhaus im Ort als Kirchengebäude umgebaut. Am 1. Januar 1974 wurden Merzdorf und Schlichow nach Dissenchen eingemeindet. Im folgenden Jahr wurde nordöstlich der Gemeinde der Tagebau Cottbus-Nord geöffnet, der in der folgenden Zeit immer näher an Dissenchen heranschritt. Am 1. August 1983 wurde die Gemeinde Groß Lieskow kurz vor ihrer Devastierung nach Dissenchen eingemeindet, am 31. Dezember 1983 folgte die Gemarkung der ebenfalls abgebaggerten Gemeinde Tranitz. Merzdorf wurde am 31. Dezember 1988 wieder aus Dissenchen ausgegliedert und erhielt den Gemeindestatus zurück.
Am 6. Dezember 1993 wurde Dissenchen in die kreisfreie Stadt Cottbus eingemeindet. Der Tagebau Cottbus-Nord wurde im Jahr 2015 eingestellt, rund zwei Drittel der heutigen Gemarkungsfläche Dissenchens wurden überbaggert. Bis 2024 entstand dieser Stelle der Cottbuser Ostsee.

## Bevölkerung
| Jahr | Einwohner |
| ---- | --------- |
| 1875 | 292       |
| 1890 | 391       |
| 1910 | 648       |

| Jahr | Einwohner |
| ---- | --------- |
| 1925 | 0738      |
| 1933 | 0915      |
| 1939 | 1010      |

| Jahr | Einwohner |
| ---- | --------- |
| 1946 | 976       |
| 1950 | 948       |
| 1964 | 945       |

| Jahr | Einwohner |
| ---- | --------- |
| 1971 | 0888      |
| 1981 | 1630      |
| 1985 | 1592      |

| Jahr | Einwohner |
| ---- | --------- |
| 1989 | 955       |
| 1992 | 937       |

Gebietsstand des jeweiligen Jahres, ab 1981 Schlichow, 1981 und 1985 mit Merzdorf

## Wirtschaft und Infrastruktur
Im Ort befindet sich die Justizvollzugsanstalt Cottbus-Dissenchen.